# Apiocera badipeniculata
Apiocera badipeniculata is een vliegensoort uit de familie Apioceridae. De wetenschappelijke naam van de soort is voor het eerst geldig gepubliceerd in 1994 door Yeates.
De soort komt voor in in Zuid-Afrika (West-Kaap).